# Ирина Палеологина (бугарска царица)
Ирина Палеологина (грчки: Ειρήνη Παλαιολογίνα, бугарски: Ирина Палеологина; умрла после 1305) је била бугарска царица (1279-1280), супруга цара Јована Асена III.

## Биографија
Ирина је била ћерка византијског цара Михаила VIII Палеолога и његове супруге царице Теодоре Палеологине. Бојећи се наглог јачања Ивајла и ширења његовог устанка у Бугарској, цар Михаило VIII је узео у заштиту Јована Асена III, потомка владајуће династије. Он је био син цара Мице Асена, кога је свргао цар Константин I Асен Тих. Цар Михаило VIII је Јована обдарио титулом деспота и оженио га је својом ћерком Ирином 1277. или 1278. године. Цар Михаило VIII је послао неколико одреда у Бугарску, са циљем да зета Јована Асена постави на престо. То је проузроковало савез између Ивајла и царице Марије Кантакузин, удовице цара Константина I Тиха, која се преудала за вођу устаника и тако му обезбедила признање власти од стране бољара 1278. године. Цар Ивајло је потом убио цара Михаила Асена II, сина цара Константина I. Михаилова војска опсела је Силистрију, као и бугарску престоницу Трново. Чувши гласине о наводној смрти цара Ивајла, племство је прихватило Јована за цара 1279. године. Ирина је тако постала бугарска царица.
Царицу Ирину и цара Јована Асена III нису прихватили сви у Бугарској. Грчки писци наглашавају да су њих двоје живели у палати, окружени непријатељима. Цар Ивајло се појавио пред зидинама престонице и поразио два одреда које је цар Михаило VIII послао у помоћ цару Јовану Асену III. Цар Јован III и царица Ирина 1280. године, тајно беже из Трнова, односећи благо из ризнице. Успели су се домоћи Месембрије (Несебара), одакле су отпловили за Цариград. Разјарени цар  Михаило VIII одбио је да им да уточиште због кукавичлука.
Георгије Пахимер пише да је  Ирина 1305. године, покушала организовати побуну против свога брата цара Андроника II Палеолога у знак освете због убиства њеног зета Руђера де Флора. Завера је откривена, а Ирина је стављена у кућни притвор.

### Бугарска царица
Године 1277. избио је Ивајлов устанак, који се развио прилично успешно: цар Константин I Тих Асен је свргнут и склопљен је савез између Ивајла и удовице царице Марије Кантакузин, која је желела да задржи престо за свог сина цара Михаила II. Овај савез је уплашио византијског цара Михаила VIII Палеолога, јер му је сестричина, царица Марија била заклети непријатељ. Са амбицијом да се умеша у унутрашње сукобе у Бугарској и да осујети планове бугарске царице Марије, цар Михаило VIII Палеолог је у почетку понудио Иринину руку Ивајлу, надајући се да ће искушење да постане зет византијског цара привући побуњеника на страну Римљана. Међутим, Ивајло је категорички одбио предлог, што је приморало цара да покрене резервни план – почетком 1278. године, у Цариград је доведен Јован Асен, син бившег бугарског цара Мице Асена. Јован Асен је проглашен за бугарског цара, а своје претензије на трновски престо правдао је сродством по женској линији са династијом Асена – мајка му је била ћерка цара Јована Асена II. Одмах потом, на изузетно свечаној церемонији у лето исте године, Ирина се удала за новог бугарског цара. Тада су, у пратњи позамашне византијске војске, цар Јован Асен III и царица Ирина Палеолог кренули пут Бугарске, а царевом зету је обећано да ће му, ако мисија у Бугарској пропадне, бити сачуван брак са Ирином и добиће деспотску титулу као компензацију.
У пролеће 1279. године, цар Јован Асен III и царица Ирина успели су да уђу у Трново, потпомогнути римским трупама и уз подршку дела бојарске опозиције, коју је прогонила царица Марија. Византијски хроничари су писали да се нови царски пар није осећао „нарочито пријатно“ у Трновској палати, окружен непријатељима. Међу њиховим најопаснијим противницима је бојарин Ђорђе I Тертер, који не крије своје тежње ка престолу. Ништа мање проблема не прави ни цар Ивајло, који после битке са Татарима код Друстера поново креће ка Трнову.
Да би се супротставио цару Ивајлу и ојачао позиције својих марионета у Трнову, цар Михаило VIII Палеолог је у лето 1279. године, послао византијске трупе у Бугарску. 17. јула византијске јединице су поражене од цара Ивајла код Девније. Месец дана касније, 15. августа, побегла је и друга војска послата у помоћ владарима. Ситуација за цара Јована Асена III и царицу Ирину постала је неподношљива и уз помоћ неколико преосталих верних људи напустили су Трново. Приликом бекства они су тајно узели царску ризницу и упутили се ка Месемврији, одакле су бродом стигли у Цариград. Овде је пар изузетно лоше примљен од цара Михаила VIII, који их обоје оптужује за кукавичлук због бекства из Бугарске и неуспеха његових тамошњих планова: царица Ирина и њен муж били су приморани да данима чекају у престоничком манастиру. пре него што их је лично примио цар Михаило VIII. Међутим, према предуговору, цар Јован Асен III је проглашен за деспота, а царица Ирина за деспину, након чега се породица населила на пространим баштинским поседима деспота Јована Асена III дуж реке Скамандер у Малој Азији.

### Последње године
После смрти деспота Јована Асена III око 1302. године, судбина деспине Ирине Палеолог била је уско повезана са судбином њене ћерке Марије, која се 1303. године, удала за вођу каталонских плаћеника Рожеа де Флора. Године 1304. деспину Ирину је чак послао њен брат у Кизик, где је тада био њен зет, да га убеди да одмах са својим људима крене у поход на Турке. После победоносног похода на Малу Азију, у пролеће 1304. године, Роже де Флор се вратио у Цариград и од цара Андроника II је добио титулу цезара. Каталонски вођа се настанио у Галипољу, где је имао свој двор, у коме су велику улогу имали његови рођаци из византијске гране династије Асена. Према Мунтанеру, крајем 1304. године, ту је боравила деспина Ирина, заједно са ћерком и двојицом њених синова, од којих је један, Михаило Асен, био близак Каталонцима и цезару Рожеу де Флору. У то време њена ћерка цезариса Марија је већ била трудна, а убрзо је деспина Ирина морала да је отпрати назад у Цариград, где је требало да се дете роди. Пре тога, међутим, деспина Ирина и цезариса Марија су узалуд покушавале да одврате цезара Роџера и његове људе да иду у Адријанопољ, где је цезар Роџер требало да се састане са царем Михаилом IX, за кога је деспина Ирина дуго сумњала да је љубоморан на цезара Роџера и да планира да уништи њега и његове људе. У историји Георгија Пахимера наводи се да је неколико година касније, 1308. године, деспина Ирина покушала да подстакне Латине против свог брата цара Андроника II. Разлог за њене поступке, према Георгију Пахимеру, било је убиство њеног зета Руђера де Флора 1305. године. Пошто су њени поступци откривени, деспина Ирина је стављена у кућни притвор у палати:
"Баригерије је дошао неочекивано са изузетно великим бродом... И претходно је послао гласнике, и јавио веома страшне ствари у вези са царевом сестром, удовицом Асеновом. Он је јавио да им је послала свог поузданика Канавурија и да их подстиче на цара због свог старог беса на Цезара. Када је цар то сазнао, истражио је и делимично сазнао оно што је начуо. Наљутио се на своју сестру и затворио је у палату, остављајући ствари око ње да се детаљније истраже..."
Даља судбина деспине Ирине Палеолог остаје непозната. Година и околности њене смрти се не помињу у изворима. Међутим, Манојло Фил јој је посветио два песничка епитафа у којима је хвалио њену племенитост, њену бригу о деци и унуцима, као и саосећање према сиромашнима.

## Потомство
Деспина Ирина Палеолог и деспот Јован Асен III имали су седморо деце:
- Михаило Асен, титуларни владар Бугарске.
- Андроник Асен, отац царице Ирине Асенине, супруге цара Јована VI Кантакузина.
- Исак Асен.
- Манојло Асен.
- Константин Асен.
- Теодора Асенина, удата за Ернана Хименеза, а потом за Манојла Тагариса.
- Марија Асенина, супруга Руђера де Флора, цезар, вођа Каталонске компаније.

Породица Асен престала је да буде владарска династија Бугарске и постала је утицајна племићка породица Византије, чланови породице су управљали Морејом и носили високе титуле.

### Породично стабло
|  |                                  |  |  |  |  |  |  |  |  |  |  |  |  |  |  |  |
|  | 16. ?Михаило Дука Палеолог?      |  |  |  |  |  |  |  |  |  |  |  |  |  |  |  |
|  |                                  |  |  |  |  |  |  |  |  |  |  |  |  |  |  |  |
|  |                                  |  |  |  |  |  |  |  |  |  |  |  |  |  |  |  |
|  | 8. Алексије Палеолог (мега дукс) |  |  |  |  |  |  |  |  |  |  |  |  |  |  |  |
|  |                                  |  |  |  |  |  |  |  |  |  |  |  |  |  |  |  |
|  |                                  |  |  |  |  |  |  |  |  |  |  |  |  |  |  |  |
|  | 4. Андроник Дука Палеолог        |  |  |  |  |  |  |  |  |  |  |  |  |  |  |  |
|  |                                  |  |  |  |  |  |  |  |  |  |  |  |  |  |  |  |
|  |                                  |  |  |  |  |  |  |  |  |  |  |  |  |  |  |  |
|  | 18. Јован Кантакузин             |  |  |  |  |  |  |  |  |  |  |  |  |  |  |  |
|  |                                  |  |  |  |  |  |  |  |  |  |  |  |  |  |  |  |
|  |                                  |  |  |  |  |  |  |  |  |  |  |  |  |  |  |  |
|  | 9. Ирина Комнина                 |  |  |  |  |  |  |  |  |  |  |  |  |  |  |  |
|  |                                  |  |  |  |  |  |  |  |  |  |  |  |  |  |  |  |
|  |                                  |  |  |  |  |  |  |  |  |  |  |  |  |  |  |  |
|  | 19. Марија Комнин                |  |  |  |  |  |  |  |  |  |  |  |  |  |  |  |
|  |                                  |  |  |  |  |  |  |  |  |  |  |  |  |  |  |  |
|  |                                  |  |  |  |  |  |  |  |  |  |  |  |  |  |  |  |
|  | 2. Михаило VIII Палеолог         |  |  |  |  |  |  |  |  |  |  |  |  |  |  |  |
|  |                                  |  |  |  |  |  |  |  |  |  |  |  |  |  |  |  |
|  |                                  |  |  |  |  |  |  |  |  |  |  |  |  |  |  |  |
|  | 20. Ђорђе Комнинодука Палеолог   |  |  |  |  |  |  |  |  |  |  |  |  |  |  |  |
|  |                                  |  |  |  |  |  |  |  |  |  |  |  |  |  |  |  |
|  |                                  |  |  |  |  |  |  |  |  |  |  |  |  |  |  |  |
|  | 10. Алексије Палеолог (деспот)   |  |  |  |  |  |  |  |  |  |  |  |  |  |  |  |
|  |                                  |  |  |  |  |  |  |  |  |  |  |  |  |  |  |  |
|  |                                  |  |  |  |  |  |  |  |  |  |  |  |  |  |  |  |
|  | 21. ?Ирина Комнина Кантакузин?   |  |  |  |  |  |  |  |  |  |  |  |  |  |  |  |
|  |                                  |  |  |  |  |  |  |  |  |  |  |  |  |  |  |  |
|  |                                  |  |  |  |  |  |  |  |  |  |  |  |  |  |  |  |
|  | 5. Теодора Анђелина Палеологина  |  |  |  |  |  |  |  |  |  |  |  |  |  |  |  |
|  |                                  |  |  |  |  |  |  |  |  |  |  |  |  |  |  |  |
|  |                                  |  |  |  |  |  |  |  |  |  |  |  |  |  |  |  |
|  | 22. Алексије III Анђео           |  |  |  |  |  |  |  |  |  |  |  |  |  |  |  |
|  |                                  |  |  |  |  |  |  |  |  |  |  |  |  |  |  |  |
|  |                                  |  |  |  |  |  |  |  |  |  |  |  |  |  |  |  |
|  | 11. Ирина Комнина Анђелина       |  |  |  |  |  |  |  |  |  |  |  |  |  |  |  |
|  |                                  |  |  |  |  |  |  |  |  |  |  |  |  |  |  |  |
|  |                                  |  |  |  |  |  |  |  |  |  |  |  |  |  |  |  |
|  | 23. Еуфросина Дукина Каматера    |  |  |  |  |  |  |  |  |  |  |  |  |  |  |  |
|  |                                  |  |  |  |  |  |  |  |  |  |  |  |  |  |  |  |
|  |                                  |  |  |  |  |  |  |  |  |  |  |  |  |  |  |  |
|  | 1. Константин Палеолог           |  |  |  |  |  |  |  |  |  |  |  |  |  |  |  |
|  |                                  |  |  |  |  |  |  |  |  |  |  |  |  |  |  |  |
|  |                                  |  |  |  |  |  |  |  |  |  |  |  |  |  |  |  |
|  | 24. Василије Ватац               |  |  |  |  |  |  |  |  |  |  |  |  |  |  |  |
|  |                                  |  |  |  |  |  |  |  |  |  |  |  |  |  |  |  |
|  |                                  |  |  |  |  |  |  |  |  |  |  |  |  |  |  |  |
|  | 12. Исак Дука Ватац              |  |  |  |  |  |  |  |  |  |  |  |  |  |  |  |
|  |                                  |  |  |  |  |  |  |  |  |  |  |  |  |  |  |  |
|  |                                  |  |  |  |  |  |  |  |  |  |  |  |  |  |  |  |
|  | 25. Рођак Алексија III           |  |  |  |  |  |  |  |  |  |  |  |  |  |  |  |
|  |                                  |  |  |  |  |  |  |  |  |  |  |  |  |  |  |  |
|  |                                  |  |  |  |  |  |  |  |  |  |  |  |  |  |  |  |
|  | 6. Јован Дука Ватац              |  |  |  |  |  |  |  |  |  |  |  |  |  |  |  |
|  |                                  |  |  |  |  |  |  |  |  |  |  |  |  |  |  |  |
|  |                                  |  |  |  |  |  |  |  |  |  |  |  |  |  |  |  |
|  | 3. Теодора Дукина Ватацина       |  |  |  |  |  |  |  |  |  |  |  |  |  |  |  |
|  |                                  |  |  |  |  |  |  |  |  |  |  |  |  |  |  |  |
|  |                                  |  |  |  |  |  |  |  |  |  |  |  |  |  |  |  |
|  | 14. Јован Комнин Анђео           |  |  |  |  |  |  |  |  |  |  |  |  |  |  |  |
|  |                                  |  |  |  |  |  |  |  |  |  |  |  |  |  |  |  |
|  |                                  |  |  |  |  |  |  |  |  |  |  |  |  |  |  |  |
|  | 7. Евдокија Анђелина             |  |  |  |  |  |  |  |  |  |  |  |  |  |  |  |
|  |                                  |  |  |  |  |  |  |  |  |  |  |  |  |  |  |  |
|  |                                  |  |  |  |  |  |  |  |  |  |  |  |  |  |  |  |